# Frédéric Monod

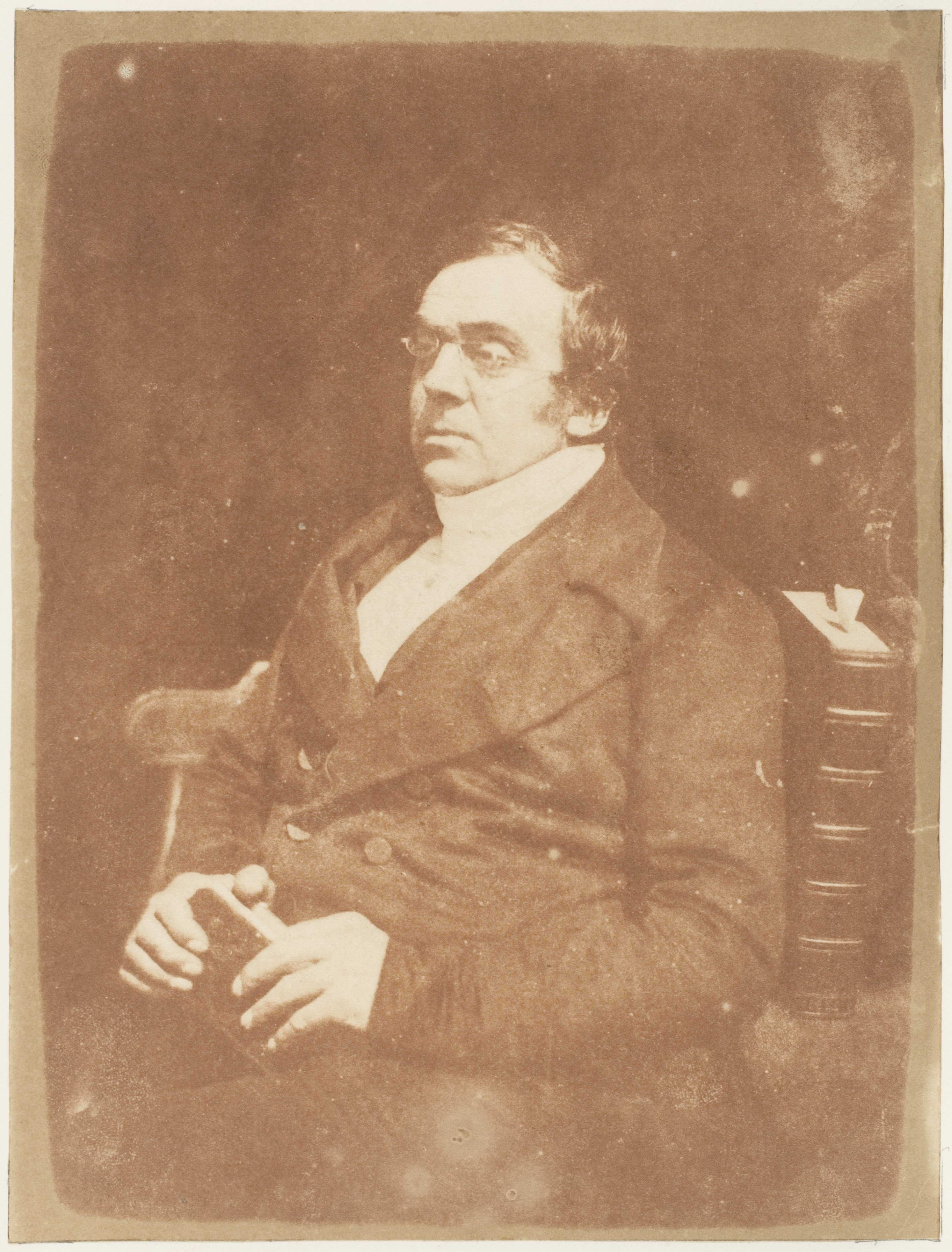
Frédéric Monod (Fotografen: David Octavius Hill und Robert Adamson)

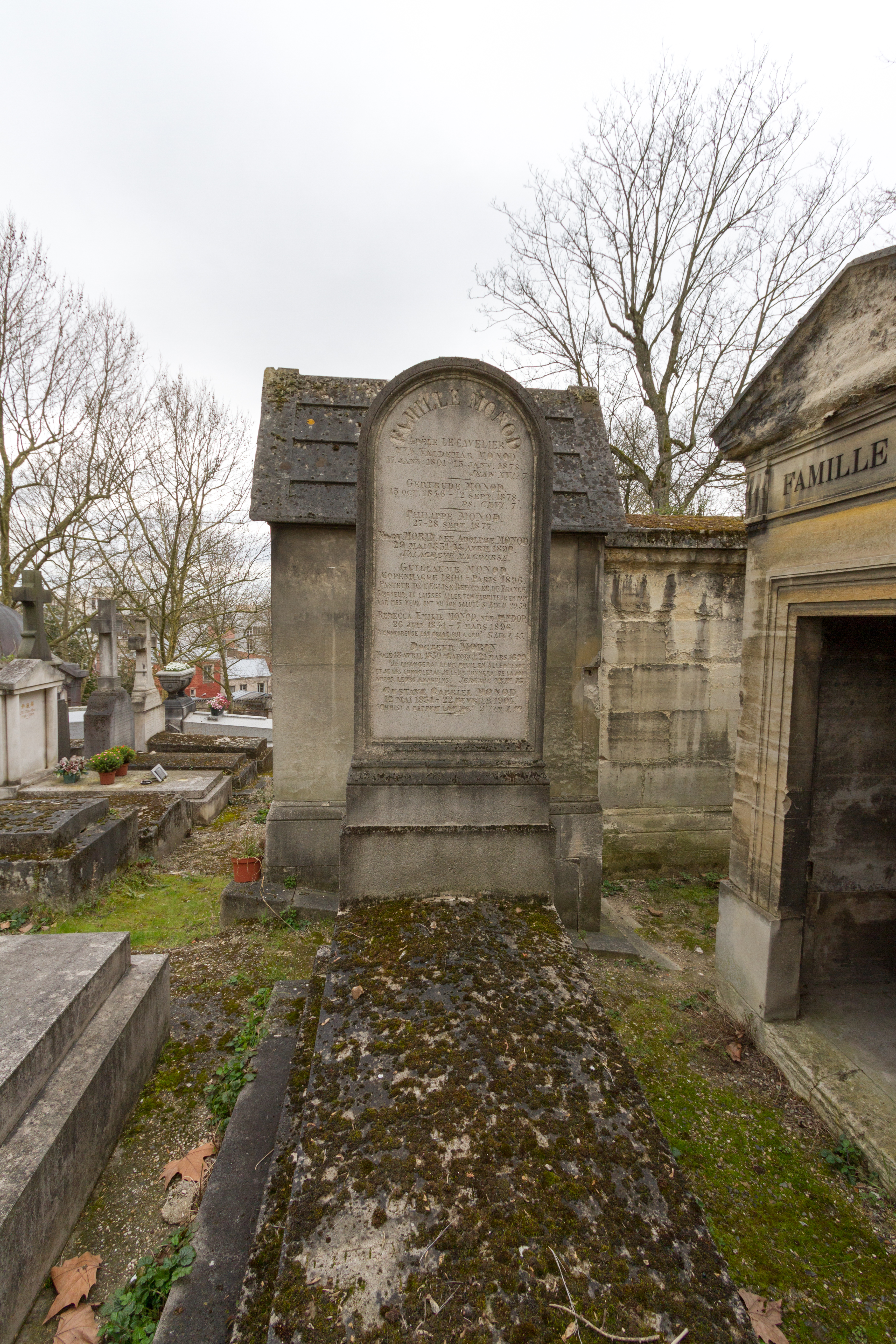
Grabstätte der Familie Monod

Frédéric Monod, auch Frédérique Jean Joël Gérard Monod (* 17. Mai 1794 in Monnaz; † 30. Dezember 1863 in Paris), war ein schweizerisch-französischer evangelischer Geistlicher.

## Leben

### Familie
Frédéric Monod war das älteste Kind des Pfarrers Jean Monod (* 5. September 1765 in Genf; † 23. April 1836 in Paris) und dessen Ehefrau Louise Philippine (* 1775; † 1851), Tochter von Frédéric de Coninck (* 5. Dezember 1740 in Haag; † 4. September 1811), Reeder und Berater des dänischen Königs; er hatte noch elf Geschwister, zu diesen gehörte unter anderem der Theologe Adolphe Monod. Seine Schwester Marie (1809–1886) heiratete den Ingenieur Charles-Louis Stapfer.
Am 3. Mai 1821 heiratete er in Kopenhagen in erster Ehe seine Cousine Constance (* 12. September 1803 in Kopenhagen; † 1837), Tochter von Louis Charles Frederic de Coninck (1779–1852); von ihren Kindern sind namentlich bekannt:
- Jean Paul Frédéric Monod (* 23. November 1822; † 11. April 1907 in Pau), Pfarrer; verheiratet mit  Marie Louise (* 9. November 1827; † 26. November 1911), Tochter von Edouard François Babut (1787–1848);
- Marie Henriette Louise Monod (* 25. Januar 1824 in Paris; † 11. März 1825 ebenda);
- Louise Stéphanie Monod (* 1827), verheiratet mit Gustave Good (* 1823), Pfarrer in La Rochelle;
- Gustave Monod (* 1831), Buchhändler; verheiratet mit Charlotte (geb. Brown) (* 1835);
- Edmond Monod (* 1834; † 1834);
- Théodore Monod (* 6. November 1836 in Paris; † 26. Februar 1921 ebenda), Pfarrer und Kirchenlieddichter der Heiligungsbewegung; verheiratet mit seiner Cousine Gertrude Monod (1846–1878). Ihr gemeinsamer Sohn, der Pfarrer Wilfred Monod, war der Vater des Zoologen, Botanikers und Afrikaforschers Théodore Monod.

Zwei Jahre nach dem Tod seiner ersten Ehefrau heiratete er am 10. September 1839 in Liverpool Suzanne (geb. Smedley) (* 13. Juni 1808 in Liverpool; † 21. November 1897); von ihren Kindern sind namentlich bekannt:
- Francis Monod (* 1840; † 1851 in Le Havre);
- Edouard Monod (* 17. Mai 1842 in Paris; † 17. Mai 1842 ebenda);
- Charles Henri Monod (* 13. Mai 1843; † 1921), Chirurg und Ritter der Ehrenlegion;
- Léopold Ferdinand Monod (* 20. August 1844 in Paris; † 13. Februar 1922 in Lyon), Pfarrer; verheiratet mit Anna Albertine (geb. Vernet) (* 15. August 1847 in Genf; † 11. Juli 1905);
- Edouard Albert Monod (* 5. Dezember 1845 in Paris; † 23. Juli 1901), verheiratet mit Eugénie Laure (geb. Mayor de Montricher) (* 10. März 1848 in Marseille; † 29. Januar 1941);
- Emile Clément Monod (* 7. Oktober 1850 in Paris; † 28. März 1937), Kaufmann; verheiratet mit Léontine Alexandrine (* 22. Dezember 1851 in  La Verge Tours im Département Indre-et-Loire; † 5. Juni 1910), Tochter des Mechanikers Lilas Chiquet (* 1794).

1820 erhielt er die französische Staatsbürgerschaft.

### Werdegang
Frédéric Monod immatrikulierte sich 1815 zu einem Theologiestudium an der Académie de Genève und wurde 1818 ordiniert. Zu seinen Kommilitonen gehörten unter anderem Emile Guers, James DuPasquier, Jean Gonthier, Jean-Henri Merle d’Aubigné und Henri Pyt (1796–1835). Er unterschrieb zwar während des Studiums ein Reglement vom 3. Mai 1817 der Compagnie des pasteurs, das dieses herausgegeben hatte und in dem die Pfarrer und Theologiestudenten verpflichtet wurden, die Zweinaturenlehre, die Erbsünde, die Art des Gnadenwirkens und die Prädestination nicht mehr in den Predigten zu erwähnen; war jedoch in dieser Zeit auch als Übersetzer für den schottischen Prediger Robert Haldane tätig, als dieser den Genfer Studenten den Römerbrief erklärte – eine Begegnung, aus der der Genfer Réveil hervorgehen sollte.
Nach seiner Ordination begleitete er den Prinzen Paul von Mecklenburg-Schwerin an die Universität Jena und nutzte den Aufenthalt zu einem eigenen Studium.
1819 begann er in Paris im Oratorium des Louvre, das seit 1811 als reformierte Kirche diente, als Hilfspfarrer und war dort von 1832 bis 1849, wie bereits sein Vater, als Pfarrer tätig. 1849 quittierte er den Dienst, weil sich seiner Meinung nach, die reformierte Kirche zu wenig für die Verbreitung des Glaubens und die Evangelisierung einsetzte und gründete zusammen mit Agénor Étienne de Gasparin die Union des Églises évangéliques libres de France (Union der evangelischen Freikirchen Frankreichs). Ihm folgte auf die freigewordene Pfarrerstelle sein Bruder Adolphe Monod.

### Geistliches und berufliches Wirken
In Paris war Frédéric Monod lange Zeit Hilfspfarrer seines Vaters und besuchte in dieser Aufgabe häufig Krankenhäuser und Gefängnisse.
1827 kam es zu Spannungen mit seinem Vater, als Charles-Frédéric Grawitz (1804–1852) nach seinem Theologiestudium den Wunsch ausdrückte, am Temple de l’Oratoire in Paris geweiht zu werden. Seine Bitte wurde ihm im Jahr 1827 gewährt. Frédéric Monod, der sich inzwischen der Erweckungsbewegung angeschlossen hatte, und sein Pastorenkollege Henri François Juillerat-Chasseur (1781–1867) erklärten daraufhin, dass ihr Gewissen es ihnen nicht gestatte, an dieser Weihe teilzunehmen. Sie schrieben einen offenen Brief an die Pastoren Frankreichs und Genfs, in dem sie Charles-Frédéric Grawitz beschuldigten, irrige fundamentale Lehren, die der Heiligen Schrift widersprechen, zu vertreten.
Nachdem der Präsident des Kirchenrates der Reformierten Kirche von Paris, Paul Henri Marron (1754–1832) während einer Cholera-Epidemie am 31. Juli 1832 verstorben war, folgte ihm Jean Monod auf diesem Posten nach, und Frédéric bekam die volle Pastorenstelle seines Vaters.
Von 1816 bis 1833 war er Sekretär der Bibelgesellschaft Société biblique und von 1824 bis 1863 Redakteur der Archives du christianisme, ein Organ der reformierten Orthodoxie, die von 1818 bis 1868 publiziert wurde; die Zeitung wurde durch Frédéric Monod mit dem Réveil verbunden.
1844 war er Mitbegründer einer Gesellschaft, die als Nachfolgerin des Vereins zur Förderung der allgemeinen Interessen des französischen Protestantismus, ein Landgut in Sainte-Foy-la-Grande übernahm, in dem straffällig gewordene Kinder erzogen und in der Landwirtschaft eingesetzt wurden. Er war bis zu seinem Tod 1863 der erste Vorsitzende des Verwaltungsrates der Gesellschaft.
1845 reiste er an die Synode der Free Church of Scotland in Edinburgh, wo am 28. Mai 1845 neben Thomas Chalmers unter anderem auch Jean-Henri Merle d’Aubigné zugegen war.
Frédéric Monod veranlasste den Bau der 1849 eingeweihten Chapelle du Nord (heute: Église Protestante de La Rencontre) an der Passage des Petites-Écuries im Pariser Arbeiterviertel La Villette, um den Gottesdienst der Freien Evangelischen Kirche in Paris abhalten zu können; noch auf seine Veranlassung hin zog sie 1853 in die Rue de Chabrol und 1862 in die Rue des Petits-Hôtels. In dieser Kirche wirkte später unter anderem auch der Mitbegründer des religiösen Sozialismus Tommy Fallot.
Er übte grossen Einfluss auf den französischen Protestantismus aus, da er unter anderem 1822 die erste und später weitere Sonntagsschulen in Paris bauen liess und die Union der freien evangelischen Kirchen Frankreichs gründete. Weiterhin beteiligte er sich durch seine Mitarbeit in der Missionsgesellschaft und der Evangelischen Gesellschaft Frankreich sowie bei der Gesellschaft für religiöse Vorträge (Société des traités religieux).
Nach seinem Tod wurde er von den Briten als einen der beständigsten und bereitwilligsten Verteidiger der Religionsfreiheit auf dem europäischen Kontinent bezeichnet.

## Ehrungen und Auszeichnungen
Eine Büste von Frédéric Monod in der großen Sakristei des Oratoriums erinnert an ihn.

## Schriften (Auswahl)
- De Pentateuchi authentiâ. Genf 1818.
- Notice sur Jules-Charles Rieu. Paris 1822.
- Memoir of Julius Charles Rieu. Philadelphia 1833.
- Sermon prêché à Paris pour la réception des catéchumènes. Paris 1836.
- Popery in France: Answer to the Rev. Bishop Gillis’s “Refutation of Statements Made in the Late General Assembly of the Free Church of Scotland”. Edinburgh 1845.
- Mes adieux à mon troupeau. Paris 1849.